# برينسينغراخت
برينسينغراخت هي القناة الرابعة من القنوات المتراكزة التي تحيط بمركز مدينة أمستردام التاريخي.